# Marina Amaral
Marina Amaral (Belo Horizonte, 24 de setembro de 1994) é uma colorista digital especializada em adicionar cores a fotografias históricas em preto e branco.

## Biografia
Filha de uma historiadora, Marina cresceu cercada por livros e documentários. A colorização surgiu como um hobby enquanto ainda cursava faculdade de Relações Internacionais, se aprimorando na arte de forma autodidata.
Marina colaborou com várias empresas, editoras, museus e instituições importantes, incluindo History Channel, PBS, People Magazine, Tatler Magazine, English Heritage, New Regency, Pan MacMillan, Museu Estatal de Auschwitz-Birkenau e Memorial Nacional de Paz e Justiça em Alabama.
Ela é a fundadora do Faces of Auschwitz e tem uma página na BBC History Revealed Magazine.
Em 2018, Marina promoveu a exposição Faces de Auschwitz, com fotografias coloridas de prisioneiros do campo de concentração Auschwitz.
Em 2020, Marina Amaral anunciou ter sido diagnosticada no espectro autista. Segundo ela, a hipótese de autismo foi levantada durante suas interações e amizade com a jornalista Andréa Werner.

## Obras

### Livros
- The World Aflame: The Long War, 1914-1945 (2020) ISBN 1788547780
- The Colour of Time: A New History of the World, 1850-1960 (2018) ISBN 1786692686

### Outras obras
- Billie (2020) Dir.: James Erskin[10]